# Amor Assombrado
Amor Assombrado é um filme de drama brasileiro de 2019 baseado no best-seller Pente de Vênus, da jornalista Heloisa Seixas. Produzido pelos estúdios Cinética Filmes e Produções,o longa-metragem foi dirigido por Wagner de Assis, o qual também é responsável pelo roteiro, estrelado por Vanessa Gerbelli e Carmo Della Vechia.

## Sinopse
O filme nos conta a história de Ana Clara (Vanessa Gerbelli), uma escritora famosa, casada, que reside na casa em que seus pais falecidos. Desde nova, a escritora foi diagnosticada com esquizofrenia e vive em conflito com seus próprios pensamentos, uma vez que eles se misturam com sua vida real desde a adolescência até sua fase adulta confundindo o que é real e o que é fruto de sua imaginação. A esquizofrenia é retratada de forma bem delicada e faz com que você realmente embarque na cabeça de Ana Clara, e de seus personagens, que estão tentando frequentemente permanecer no mundo real, recusando o fato de serem apenas personagens de um livro.
Além da escritora viver em crise entre as dimensões, seu primeiro amor, Carlos (fruto da sua imaginação) insiste em permanecer em sua vida, tornando cada vez mais difícil a relação entre Ana Clara e Claudio (seu marido). Apesar do filme falar sobre esquizofrenia, outros assuntos também são introduzidos como: culpa, relacionamento abusivo, conflitos internos e externos, pressão psicológica, espiritismo, amor, família, amizade, entre outras coisas.
Enfim, no desenrolar de Amor Assombrado, acompanhamos a luta da personagem em lidar com seus devaneios, vivenciando a proposta metalinguística do longa. O que nos conduz entre a história contada e as histórias dos personagens, momentos divididos claramente pela fotografia, com tons escuros e aura sombria quando a personagem é obrigada a confrontar sua realidade, versus o colorido vibrante dos momentos em que ela se entregava aos devaneios com seus personagens.
.[carece de fontes?]

## Elenco
- Vanessa Gerbelli como Ana Clara
- Carmo Della Vecchia como Cláudio
- Giovanna Gold como Augusta
- Kíria Malheiros como Micaela
- Renata Castro Barbosa
- Carolina Oliveira como Ana Clara (jovem)
- Guilherme Prattes como Carlos
- Nizo Neto
- Bia Sion
- Cosme dos Santos
- Eli Ferreira